# Harrogate
Harrogate er en by i North Yorkshire, England og er en del af det større lokaldistrikt Harrogate. Byen har inklusive Knaresborough et indbyggertal på 85.128 (2001).
I 1982 var byen vært for Eurovision Song Contest.
- Wikimedia Commons har flere filer relateret til Harrogate

53°59′31″N 1°32′16″V / 53.9919°N 1.5378°V